# Lucide
Albums de Disiz
Dans le ventre du crocodile
(2010) Extra-lucide
(2012)
Singles
Lucide est un maxi du rappeur Disiz sorti en 2012, en prélude à l'album Extra-lucide. 
Disiz revient ici à un style plus rap après l'album plutôt pop rock Dans le ventre du crocodile. L'album contient deux collaborations avec des membres du groupe 1995. Ce maxi annonce l'album Extra-Lucide prévu pour le 29 octobre 2012.

## Liste des pistes
| No | Titre                                                       | Producteur(s)                  | Durée |
| -- | ----------------------------------------------------------- | ------------------------------ | ----- |
| 1. | Toussa Toussa                                               | Statik Selektah                | 3:08  |
| 2. | Moïse                                                       | Street Fabulous                | 4:22  |
| 3. | J’ai la haine                                               | Dave Daivery                   | 4:19  |
| 4. | Mon amour                                                   | Dave Daivery, Jan Pham Huu Tri | 5:07  |
| 5. | Un frigo, un cœur et des couilles                           | Astronote                      | 4:40  |
| 6. | Bête de bombe 5                                             | Canardo                        | 4:08  |
| 7. | Gagne pain (feat. Alpha Wann & Areno jaz de 1995)           | Dave Daivery                   | 4:07  |
| 8. | Validé (Bonus) (feat. Grems, Sneazzy West & Nekfeu de 1995) |                                | 3:53  |